# Aspromontia ruffoi
Aspromontia ruffoi är en mångfotingart som beskrevs av Pius Strasser 1970. Aspromontia ruffoi ingår i släktet Aspromontia och familjen knöldubbelfotingar. Inga underarter finns listade i Catalogue of Life.